# Xian de Tianlin
Pour les articles homonymes, voir Tianlin.
Le xian de Tianlin (田林县 ; pinyin : Tiánlín Xiàn; zhuang: Denzlaem Yen) est un district administratif de la région autonome du Guangxi en Chine. Il est placé sous la juridiction de la ville-préfecture de Baise.

## Démographie
La population du district était de 243 700 habitants en 2010,dont 63.06 % de Zhuang, groupe ethnique principalement concentré dans cette région.